# ألكسيس برافو
ألكسيس برافو (بالإسبانية: Alexis Bravo) (15 سبتمبر 1984 ببوينس آيرس في الأرجنتين - ) هو لاعب كرة قدم أرجنتيني في مركز الوسط. لعب مع أتليتيكو توكومان وديبورتيس كوينديو ونادي خورخي ويلسترمان ونادي ديبورتيفو سان خوسي ونادي ريال بوتوسي وCentauros Villavicencio ‏ وUniversitario de Sucre ‏ ونادي غوبيارا وSportivo Patria ‏ وCentral Córdoba de Santiago del Estero ‏ وConcepción Fútbol Club ‏ وClub Atlético Ñuñorco ‏.

## وصلات خارجية
- ألكسيس برافو على موقع قاعدة بيانات كرة القدم.إي يو (الإنجليزية)
- ألكسيس برافو على موقع Soccerway.com (الإنجليزية)